# Via Carpatia
 (novembre 2017).
Si vous disposez d'ouvrages ou d'articles de référence ou si vous connaissez des sites web de qualité traitant du thème abordé ici, merci de compléter l'article en donnant les références utiles à sa vérifiabilité et en les liant à la section « Notes et références ».
 (avril 2023).

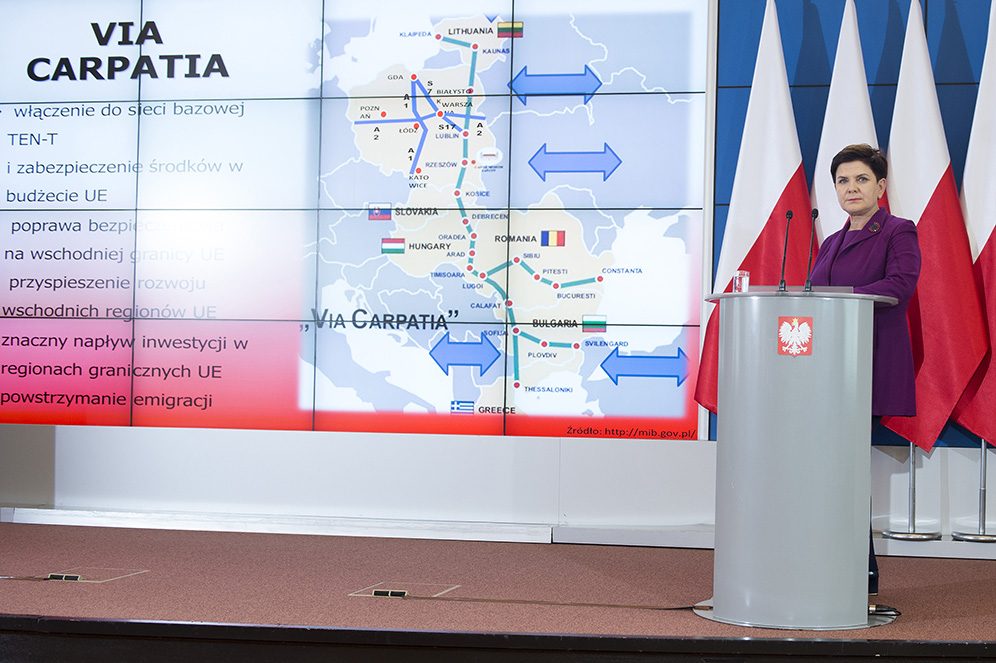
La première ministre polonaise Beata Szydło faisant une présentation de Via Carpatia.

La Via Carpatia (également Via Carpathia) est un axe routier européen Nord-Sud en construction servant à relier Klaipėda en Lituanie à Thessalonique en Grèce ; celui-ci inclut la Lituanie, la Pologne, la Slovaquie, la Hongrie, la Roumanie, la Bulgarie et la Grèce. La Via Carpatia longe la frontière orientale de l'Union européenne et plusieurs couloirs allant de l'Europe occidentale à la Russie y sont reliés, par l'intermédiaire des ports de la mer Noire (dont ceux du programme TRACECA (Europe – Caucase – Asie)). Ce parcours, dans son ensemble, aura les caractéristiques d'une autoroute ou d'une voie rapide.

## Histoire
L'initiative de la création de l'itinéraire « Via Carpatia » a été fondée en 2006. Les détails relatifs à cette liaison ont été décidés le 27 octobre 2006 à Łańcut pendant la conférence internationale intitulée Une route, quatre pays, avec la participation du président de la République de Pologne, des ministres des Transports, de représentants de haut niveau du gouvernement et des autorités locales des pays concernés et de la Commission européenne. Elle a réuni les ministres des transports de la Lituanie, de la Pologne, de la Slovaquie et de la Hongrie qui ont signé la Déclaration de Łańcuc sur l'expansion du réseau de transport européen grâce à la création de la longueur du plus court chemin de circulation sur l'axe Nord-Sud, reliant la Lituanie, la Pologne, la Slovaquie et la Hongrie. En octobre 2010, la Bulgarie, la Roumanie et la Grèce se sont joints à l'initiative de la « Via Carpatia ».
Le concept de la création d'une telle liaison de communication a également été abordé lors de la visite du premier ministre de la Pologne Beata Szydło à Budapest lors de la rencontre avec le premier ministre de la Hongrie Viktor Orbán le 9 février 2016.
L'importance politique de la route est aussi mise en avant, dans le but de développer l'est de l'Europe et de rapprocher l'Ukraine de l'Union européenne.

## Itinéraire
La « Via Carpatia » doit passer le long de la frontière orientale de l'Union européenne de Klaipėda, à travers Kaunas, Białystok, Lublin, Rzeszów, Košice, Debrecen, jusqu'à la Roumanie. En Roumanie, à Lugoj, la liaison se sépare dans la direction du port de Constanța et via la Bulgarie où, de même à Sofia, elle bifurque vers Svilengrad et les ports grecs des rives de la mer Égée par Thessalonique.

### Pologne
En Pologne, la Via Carpatia doit, selon les plans de 2017, partir de la frontière avec la Lituanie à Budzisku par Augustów jusqu'à Ełk, continuer sur la S16 jusqu'à Knyszyna, puis continuer sur la route S19 (en) à travers Dobrzyniewo Duże – Choroszcz – Siemiatycze en contournant Białystok par l'Est jusqu'au nœud de Lublin Rudnik. Ensuite, elle doit suivre un itinéraire commun aux routes S12, S17 et S19 jusqu'à Lublin Sławinek, puis passer par Kraśnik et Nisko jusqu'au nœud de Rzeszów-Est. Enfin elle doit emprunter l'A4 jusqu'au nœud de Rzeszów-Ouest et de là, passer par Barvinek jusqu'à la frontière avec la Slovaquie.
Le réseau de base ten-T (mise en œuvre jusqu'en 2023) comprend les sections suivantes de la Via Carpatia :
- S61 Budzisko (à la frontière avec la Lituanie) – périphérique de Augustów ;
- S19 Lublin – Rzeszow.

Le réseau complexe de ten-T (mise en œuvre jusqu'en 2050) contient les sections suivantes :
- S19 Rzeszow – Barwinek (à la frontière avec la Slovaquie)

Une partie des sections de routes S19 et S61 ont déjà été créés, d'autres sont en cours de construction, par exemple, les voïvodies de Lublin et des Basses-Carpates (région de Rzeszów) ont garanti le financement (programme Infrastructures et Environnement, 2014-2020) et les sections Rzeszów - Sokołów Małopolski et le contournement de Lublin sont déjà construits.
L'état de la préparation et de l'exécution de Via Carpatia (S19) dans la région des Basses-Carpates (12 juillet 2020) est le suivant :
- Sections déjà réalisées : Sokołów Małopolski Nord – Rzeszów Est (12,4 km), Rzeszów Ouest – Rzeszów Sud (12,6 km) (la section Rzeszów-Est – Rzeszów-Ouest de 15,3 km fait partie de l'autoroute A4 et est également réalisée)
- Section en cours de réalisation : Sokołów Małopolski Nord - Lasy Janowskie (limite de la voïvodie) soit 54,1 km
- Sections pour lesquelles un contrat a été signé mais dont les travaux n'ont pas encore débuté : Rzeszów Sud – Babice (10,3 km)
- Sections en cours de planification : Babice- Barwinek (frontière slovaque) soit 74,9 km

La Via Carpatia suit la route Via Baltica au Nord, sur la S61. Elle longe la frontière orientale de la Pologne traversant les voïvodies de Podlachie, Mazovie, Lublin et Basses-Carpates, permettant la jonction des centres les plus importants situés sur la frontière orientale du pays, c'est-à-dire des villes de Białystok, Lublin et Rzeszów.
La Pologne estime en 2021 que sa partie de la Via Carpatia doit être finie d'ici 2025-2026.

### Slovaquie
Une partie de la Via Carpatia, partant de la frontière entre la Slovaquie et la Pologne Barvinek jusqu'à la frontière avec la Hongrie (Milhosť) doit avoir une longueur de 127 kilomètres. Dans la partie slovaque seuls seront utilisés des fragments dans le quartier de Svidník (env. 5 km), entre Prešov et Košice (env. 35 km) et  Košice et la frontière avec la Hongrie (env. 15 km). À partir de Prešov en direction du nord, ont été prévues des routes à chaussée unique (c'est dans cette norme qu'est déjà construite le périphérique de Svidník). Les autres terrains au sud de Prešov ont été construits dans la norme de l'autoroute et c'est ce à quoi vont ressembler les parties manquantes de la Via Carpatia. Les plus optimistes envisagent la réalisation complète des travaux en 2022.

### Sud de l'Europe
Le tracé correspond à la route européenne 79.

### Hongrie
Une partie de la route, d'une longueur de 340 kilomètres, passe par la Hongrie.

### Roumanie
À travers la Roumanie doit passer la plus longue partie de l'itinéraire, avec une portion de route de 1 566 kilomètres.

## Compléments